# لا آلیکسار
لا آلیکسار (به اسپانیایی: L'Aleixar) یک شهرستان در اسپانیا است که در استان تاراگونا واقع شده‌است.